# Myojo
『Myojo 明星』（みょうじょう）は、集英社が発行している老舗芸能雑誌。旧名は漢字表記の『明星』（当時の英語併記は『THE MYOJO』）だが、英語表記に変更後も漢字表記は併記されている。
かつては旬の俳優やタレント、歌手、スポーツ選手等、芸能関係の内容を幅広く扱っていたが、創刊40周年を迎えた1992年10月号より『Myojo 明星』に改名し大幅リニューアル。その後は徐々に男性アイドルの記事が増加し、2000年頃からジャニーズ事務所に所属する男性のタレントを中心とした内容になっている。
なお本誌は、戦前に刊行された『明星』（文芸誌）や、食品メーカーの明星食品（略称：明星）とは一切関係ない。
かつて同じ集英社が刊行していた『週刊明星』（週刊誌）は姉妹誌だった。

## 概要・歴史
1952年8月、集英社は、かつて『主婦之友』全盛を築いた編集者本郷保雄を専務取締役に迎え、先行する芸能誌『平凡』（『月刊平凡』、平凡出版→マガジンハウス発行）や元々映画情報誌で後にアイドル誌として新装開店した『近代映画』（後の『Kindai』、近代映画社発行）に対抗する月刊誌『明星』を創刊した（月号は10月号）。編集ポリシーは、ミュージカルのステージをイメージした「ボードビル編集」、創刊当初のサブタイトルは「夢と希望の娯楽雑誌」（のちに「歌と映画の雑誌劇場」）。創刊号の表紙は津島恵子を起用した。当初は『平凡』や『近代映画』のそっくりさんと揶揄されたが、徐々に部数をのばして100万部に達する。そして『明星』は集英社のドル箱雑誌となり、『平凡』や『近代映画』とともに、アイドル誌の1つとして認知されるようになる。1970年代には全盛期を迎え、1975年11月号（表紙は山口百恵と豊川誕）は当雑誌史上最高記録となる175万部を売り上げた。
1987年に最大のライバル誌だった『平凡』が休刊すると、最高の売上部数を記録し、絶頂期を迎える。しかし、光GENJIやwink、工藤静香らの人気が衰退すると、各音楽番組が終了。アイドル氷河期に突入し、他アイドル誌と同様に大きく売上を落とした。
そこで、創刊40周年を迎えた1992年10月号より『Myojo 明星』に改名し大幅リニューアル。アイドルの枠から抜け出したような恋愛やファッションを特集に取り入れていった。1990年代中盤から徐々に男性アイドルの記事が増加し、1995年8月号の安室奈美恵を最後に、ほとんど表紙はジャニーズ事務所の男性タレントのみとなり、女性タレントが登場するのは年に一度程度となった。さらに2000年代はジャニーズ事務所に所属する男性のタレントを中心とした内容になっていった。SMAPやKinKi Kidsが人気になっていくのに比例して売上が回復していった。
2004年3月号（表紙はKAT-TUN）は32万部が即完売し、創刊以来初めてとなる増刷が行われた。集英社の雑誌における増刷は1975年の『月刊PLAYBOY』創刊号以来となる。
現在まで、表紙に女性タレントが登場したのは2005年6月号の上戸彩が最後である。
ライバル誌だった『平凡』や『Kindai』が休刊となった後も長らく発行しているが、2010年11月号から本の大きさを同社が発行の『Seventeen』や『non-no』と同サイズに拡大、長年発行された歌詞本付録「YOUNG SONG」が廃止となり、本誌内に組み込まれるなどリニューアルされた。
その後も少子化や娯楽の多様化、出版不況などの影響は避けられず、集英社系列のホーム社が発行する後発のアイドル雑誌『duet』同様発行部数は減少している。2008年4月～6月期の1号あたりの平均印刷部数は40万部を記録していたが、2012年1月～4月期は20万3千部とほぼ半減。2015年7月～9月期以降は20万部を割り込むようになった。このため旧来の紙媒体のみの発行体制からの転換を図り、2019年11月号から本誌とは別にデジタル版の配信を開始した。
2022年には創刊70周年を迎えた。